# Голгофа
Голго́фа (др.-греч. Γολγοθᾶ, греч. Γολγοθάς; ивр. גולגלתא‎; арам. ܓܘܓܠܬܐ, го́гульто — «череп»; в Евангелии слово истолковано как «лобное место» — др.-греч. Κρανίου τόπος; лат. Calvariae locus) — небольшая скала или холм, где, по Новому Завету, был распят Иисус Христос. Находится в христианском квартале Старого города Иерусалима. Наряду с Гробом Господним является одной из двух главных святынь христианства.

## Краткая характеристика
Согласно традиции, в начале I века Голгофа находилась за городскими стенами Иерусалима, на северо-запад от города. В настоящее время она является частью Храма Гроба Господня в христианском квартале старого города Иерусалима. Начиная с конца XIX века некоторые исследователи выдвигали другие версии о её местоположении, например Садовая могила на севере Иерусалима у Дамасских ворот.

И, неся крест Свой, Он вышел на место, называемое Лобное, по-еврейски Голгофа; там распяли Его и с Ним двух других, по ту и по другую сторону, а посреди Иисуса
— Иоан. 19:17-18
Считается, что своим названием Голгофа обязана черепам, которые складывались на месте казни преступников в древнем Иерусалиме. Также существует предание, что на месте Голгофы был похоронен Адам.

## В Библии
Упоминается во всех четырёх канонических Евангелиях:
- От Матфея: «И, придя на место, называемое Голгофа, что значит: Лобное место». (Мф. 27:33)
- От Марка: «И привели Его на место Голгофу, что значит: Лобное место». (Мк. 15:22)
- От Луки: «И когда пришли на место, называемое Лобное, там распяли Его и злодеев, одного по правую, а другого по левую сторону». (Лк. 23:33)
- От Иоанна: «И, неся крест Свой, Он вышел на место, называемое Лобное, по-еврейски Голгофа». (Ин. 19:17)

## Современная Голгофа в Храме Гроба Господня
Архитектурная история храма многообразно отразилась на судьбе Голгофы. Гору, на которой, по преданию, был распят Спаситель, строители и реставраторы разных эпох изменяли различными способами. Современный вид Голгофа как единый архитектурный объект приобрела в результате общего ремонта храма после пожара 1808 г. Помимо наружной лестницы с улицы, которой практически не пользуются, наверх ведут два всхода (лестницы) — правый, сразу от дверей храма, «латинский» (так как ведёт к католическому приделу), левый, со стороны Кафоликона, «греческий» (так как ведёт к главному, православному приделу).
Высота платформы, в которую превращена Голгофа, составляет 4,5 м, площадь 11,5 × 9,25 м. Вся эта площадь образует как бы единый храм, разделённый двумя массивными колоннами на два нефа. Левый принадлежит православным, правый — католикам. В православном нефе престол из розового мрамора, в 1 м высотой, украшен спереди декоративными, коринфского ордера, колонками. Под престолом — обложенное серебряным кругом отверстие, в которое был водружён Крест Господень. Вся поверхность скалы покрыта мраморным полом, лишь справа и слева от престола, в застеклённых проёмах, можно увидеть серый камень «живой» Голгофы и трещину, прошедшую через всю скалу в результате землетрясения в момент смерти Спасителя: «И вот, завеса в храме раздралась надвое, сверху донизу; и земля потряслась; и камни расселись» (Мф. 27, 51).
В католическом нефе находится серебряный алтарь, выполненный мастером Домиником Портиджиани (из монастыря Сан-Марко во Флоренции) и пожертвованный в храм в 1588 г. Фердинандо Медичи, великим герцогом Тосканским. Он предназначался первоначально для Камня Миропомазания, чем объясняется его вытянутая, удлинённая форма. Но из-за трений между конфессиями францисканцы были вынуждены поставить его в принадлежащем им правом приделе Голгофы. Слева от алтаря Пригвождения к Кресту, под аркой, отделяющей католическую часть Голгофы от православной, стои́т небольшой алтарь Скорбящей Богородицы, также принадлежащий францисканцам.
За престолом, в киоте под стеклом, помещено погрудное скульптурное изображение Богородицы, с мечом в груди. Бюст является пожертвованием португальской королевы Марии I Браганца, доставленным из Лиссабона в 1778 г.

## Галерея

#### Голгофа в Храме Гроба Господня
- Южная лестница, ведущая на Голгофу
- Распятие за престолом
- Православный престол
- Северная часть православного придела Голгофы
- Часть вершины (справа от православного престола) закрыта стеклом
- Природный камень Голгофы в часовне Адама ниже места распятия

#### Прочее
- Икона Иисуса, идущего на Голгофу, XVI век, Феофан Критский (монастырь Ставроникита, Афон)
- Макет древнего Иерусалима, в центре Голгофа, перед крепостью Антония[англ.]
- Череп и кости, символы открытия черепа Адама во время распятия Христа, хорватская церковь Задара (Хорватия) в 2006 году